# Polyzonium germanicum
Polyzonium germanicum ist eine in Europa verbreitete Art der zu den Doppelfüßern gehörenden Saugfüßer, die auch Bohrfüßer genannt werden. Es ist die einzige heimische Art dieser Ordnung.

## Merkmale und Fortbewegung
Die Körperlänge beträgt 5–18 mm, der Körperbau ist halbzylindrisch. Durch die leuchtend goldgelbe bis orangebraune Färbung ist die Art eindeutig von allen anderen heimischen Doppelfüßern zu unterscheiden. Der Kopf ist winzig und rüsselartig, ein weiteres Unterscheidungsmerkmal der Art, und scheint mit den stark veränderten Mundwerkzeugen verschmolzen zu sein. Sie sind im Gegensatz zu den Mundwerkzeugen anderer heimischer Doppelfüßer nicht kauend-beißend, sondern haben sich als kaum auffindbare und nadelscharfe Stech- und Saugeinrichtung spezialisiert.
Im Zusammenhang mit der extremen Verkleinerung des Kopfes steht auch die Art der Fortbewegung, die durch die Lebensform des Bohr-Typs beschrieben wird. Da die Art weder stabile Rumpfringe noch einen massiven Halsschild aufweist, läuft die Grabtätigkeit anders ab als zum Beispiel beim Ramm-Typ der Schnurfüßer. Die Kombination seines, mit kurzen aber stabilen Fühlern versehenen, kleinen Kopfes und dem sich nach vorne verjüngenden muskulösen Körper aus elastisch beweglichen Rumpfringen versetzt Polyzonium germanicum in die Lage, sich nach Art der Regenwürmer durch den Boden zu bohren. Dabei stößt er mit dem spitzen Vorderende in eine Bodenspalte, verankert sich dort durch Erweiterung des Vorderendes und zieht dann die folgenden Körperringe nach, die sich teleskopartig in die vorderen Rumpfringe hineinschieben. Diese werden elastisch gedehnt und verbreitern dabei die Bodenspalte. Für diese Form des bohrenden Grabens ist eine möglichst wurmartige Körpergestalt von Vorteil. Der Körper der Art verlängert sich deshalb lebenslang mit jeder Häutung auch über die Geschlechtsreife hinaus und erreicht bis zu 55 Körperringe. Aufgrund der beschriebenen Lebensweise und der entsprechenden Anpassungen wurde von Wolfram Dunger für die Polyzoniida der deutsche Name „Bohrfüßer“ vorgeschlagen. Im Querschnitt sind die Körperringe geformt wie ein Kreissektor.
Ein weiteres charakteristisches Merkmal der Art sind die Gonopoden am 7. und 8. Körperring, die den Laufbeinen noch erstaunlich ähneln. Vor den Gonopoden befinden sich 8 Beinpaare, im Gegensatz zu den 7 Beinpaaren, die sich hier bei den Bandfüßern, Samenfüßern, Schnurfüßern und Fadenfüßern befinden.
Oft kann man die Art, bevor man sie sieht, schon aufgrund des pfefferminzartigen Wehrsaftgeruchs registrieren. Dieser wird manchmal auch als campherartig oder nach grünen Walnüssen riechend beschrieben. Die in der Laubstreu lebenden Tiere geben diesen Geruch ab, wenn sie sich beispielsweise durch die Schritte von Spaziergängern gestört fühlen.

## Verbreitung
Das Verbreitungsgebiet der Art erstreckt sich von Frankreich im Westen bis nach Russland im Osten. In Westeuropa kommt die Art nur vereinzelter vor und lebt hier von den Pyrenäen bis nach Zentralfrankreich und die Bretagne, im äußersten Südosten Englands und an wenigen Stellen in Westdeutschland. Östlich davon findet sich die Art in Ostdeutschland, Italien, Österreich, Kroatien, Polen, Tschechien, der Slowakei, Ungarn, Rumänien, Bulgarien, Estland, Lettland, Litauen und östlich bis nach Russland. Im Norden werden der äußerste Süden Schwedens und Finnlands besiedelt.
In Deutschland ist die Art fast nur im Nordosten verbreitet. Nahezu flächendeckend werden Mecklenburg-Vorpommern und Brandenburg besiedelt. Außerdem ist die Art verbreitet im Norden und Osten Sachsens und Sachsen-Anhalts, in Berlin und Hamburg (hier nur aus historischer Zeit belegt), im Südosten von Schleswig-Holstein und im äußersten Osten von Niedersachsen. Zwei Einzelsichtungen liegen auch aus Bayern und Baden-Württemberg vor, eine weitere aus dem Westen Niedersachsens.
P. germanicum ist eine der heimischen Doppelfüßer-Arten, die sich von eiszeitlichen Rückzugsgebieten in Osteuropa aus nach Deutschland ausgebreitet haben. In Deutschland ist die Art selten zu finden, gilt aber als ungefährdet.

## Lebensraum
Bei Polyzonium germanicum handelt es sich um eine hygrobionte (feuchtigkeitsbewohnende) Waldart. Es werden vor allem sehr nasse Wälder besiedelt, nur selten ist die Art im Offenland oder an trockeneren Stellen zu finden. Dabei bevorzugt die Art natürliche Biotope und ist nur in geringem Maße synanthrop zu finden. Typische Fundorte sind beispielsweise Erlenbrüche, Auen- und Sumpfwälder, Teichsäume, Seeufer, Bachränder, feuchte Stellen in Laubwälder, feuchte Wiesen und Hochmoore. Die Art ist eurytop, besiedelt also eine Vielzahl verschiedener Biotope.

## Lebensweise
Bei der Fortpflanzung kommt es zunächst zu einer Paarbildung, bei der die Spermaübertragung mit Hilfe der Kopulationsfüße (Gonopoden) der Männchen stattfindet. Nach der Paarung legt das Weibchen eine Brutkammer an, in der es sich schützend um sein Eigelege legt. Dort verweilt es nicht nur bis zum Schlupf der Jungtiere, sondern imprägniert das Gelege außerdem mit seinem milchig klebrigen Wehrsaft, der vermutlich zugleich vor Feinden und Verpilzung schützt. Dies stellt eine seltene Art der Brutpflege bei Doppelfüßern dar.
Bei Polyzonium germanicum handelt es sich um eine mehrjährige Frühjahrs-Herbst-Art mit einem absoluten Aktivitätsmaximum im Herbst. Besonders häufig werden die Tiere im Oktober und November gefunden. Die Jungtiere lassen sich am häufigsten im Mai finden. Von Dezember bis März werden nur in Ausnahmefällen Tiere gefunden.
Die Nahrung besteht vermutlich aus Algenrasen, Pilzhyphen und bakteriell veränderten Substanzen.

## Taxonomie
Die Art wurde 1837 von Karl Brandt in seinem Werk Note sur un ordre nouveau de la classe des Myriapodes et sur l'etablissement des sections de cette classe d'animaux en général. erstbeschrieben. Es ist die Typusart der Gattung Polyzonium. Die Art wurde von anderen Autoren teilweise in andere Gattungen transferiert, die Gattungen Platyulus Gervais, 1836 (zum Teil mit der Falschschreibung Platyiulus) und Platyjulus Brandt, 1840 sind aber synonymisiert worden und werden heute nicht mehr anerkannt. Synonymisierte Namen sind Platyiulus audouinianus Gervais, 1836, Platyulus audouinianus C. L. Koch, 1844, Polyzonium bosniense Verhoeff, 1898, Polyzonium controversarium Verhoeff, 1937. Es wurden zwei Unterarten beschrieben, die gleichfalls in der Regel nicht mehr anerkannt werden, Polyzonium germanicum albanicum Verhoeff, 1932 (aus Nordmazedonien) und Polyzonium germanicum atlanticum Brolemann, 1935 (aus Frankreich). Allerdings wollen einige Experten nicht ausschließen, dass sich die Tiere aus dem westlichen und dem östlichen Teilareal doch unterscheiden lassen, in diesem Fall würde atlanticum zum gültigen Namen der westlichen Sippe.
In der Gattung Polyzonium werden derzeit noch drei Arten anerkannt, nachdem zeitweise mehr als 20 Arten in der Gattung geführt worden waren. Alle nordamerikanischen Arten werden heute anderen Gattungen zugerechnet. Im österreichischen und italienischen Alpenraum ist mit Polyzonium eburneum Verhoeff, 1907 zu rechnen; die sehr ähnliche Art ist nur im männlichen Geschlecht, nach der Gestalt der Gonopoden, unterscheidbar. Polyzonium transsilvanicum (Verhoeff, 1858) ist in Rumänien, der Slowakei und der Ukraine verbreitet.